# Popstar (téléfilm)
Popstar est un téléfilm américain réalisé par Richard Gabai, diffusé en 2005.

## Synopsis
Un jeune chanteur, J.D. McQueen, veut passer son diplôme et pour cela, il doit retourner au lycée et être confronté à sa popularité. Sa vie va maintenant être au cœur d'une rivalité entre la popularité, le lycée et l'amour. Victime des rivalités des filles amoureuses de lui et d'une peur bleue des tests, sa vie va basculer...

## Fiche technique
- Titre original : Popstar
- Réalisation : Richard Gabai
- Scénario : Timothy Barton
- Photographie : Andrea V. Rossotto
- Musique : Michael Lloyd, Deeji Mincey et Boris Zelkin
- Pays : États-Unis
- Durée : 88 min

## Distribution
- Aaron Carter : J.D. McQueen
- Alana Austin : Jane Brighton
- David Cassidy : Grant
- Kimberly Kevon Williams : Abby Banks
- Adrianne Palicki : Whitney Addison
- Mary Elise Hayden : Bobette
- Deena Dill : Faith Brighton
- Andrew Stevens : Professeur Brighton
- Natalia Livingston : Mary Brighton
- Leif Garrett : Janitor
- Tracy Scoggins : Judy McQueen
- Vanessa Angel : Diane
- Rachel Thorp : Samantha Brighton
- Rick Thomas : Mr. Overton